# Silent Movies
Silent Movies je sólové studiové album amerického hudebníka Marca Ribota, vydané v září 2010 společností Pi Recordings. Obsahuje 12 autorských skladeb a jednu coververzi písně od francouzského skladatele Huberta Girauda. Z převážné části jde o Ribotovu čistě sólovou nahrávku, pouze do několika písní přispěl lehkými zvukovými plochami Keefus Ciancia. Veškeré kytary byly nahrány bez overdubbingu, dodatečně byly přidány jen Cianciovy příspěvky a v jedné písni Ribotův vibrafon. Album produkoval Ribotův dlouholetý spolupracovník J. D. Foster. Původně vyšlo pouze na CD, v roce 2021 se na trh dostala také gramofonová deska.
Dvě skladby (5, 7) Ribot původně složil pro dokumentární film El general (2008) režisérky Natalie Almady. Tři skladby (2, 8, 9) složil pro film Drunkboat (2010) v režii Boba Meyera. Převážná část alba byla nahrána ve studiu Brooklyn Recording v New Yorku v únoru 2010, dvě skladby byly nahrány již v předchozím roce v jiných studiích.
Server PopMatters album zařadil mezi 10 nejlepších jazzových alb roku.

## Seznam skladeb
Autorem skladeb je Marc Ribot, s výjimkou skladby „Sous le Ciel de Paris“, kterou složil Hubert Giraud.
| Pořadí         | Název                    | Délka |
| -------------- | ------------------------ | ----- |
| 1.             | Variation 1              | 1:51  |
| 2.             | Delancey Waltz           | 3:18  |
| 3.             | Flicker                  | 5:22  |
| 4.             | Empty                    | 2:04  |
| 5.             | Natalia in E-Flat Major  | 5:16  |
| 6.             | Solaris                  | 3:47  |
| 7.             | Requiem for a Revolution | 5:31  |
| 8.             | Fat Man Blues            | 4:49  |
| 9.             | Bateau                   | 4:59  |
| 10.            | Radio                    | 4:05  |
| 11.            | Postcards from N.Y.      | 8:31  |
| 12.            | The Kid                  | 4:16  |
| 13.            | Sous le Ciel de Paris    | 6:46  |
| Celková délka: | Celková délka:           | 60:32 |

## Obsazení
- Marc Ribot – kytara, vibrafon (12)
- Keefus Ciancia – zvuky (1, 3, 7, 11, 13)